# Boran Kuzum
Boran Kuzum (Ankara, 1º ottobre 1992) è un attore turco.

## Biografia
Nato ad Ankara all'interno di una famiglia agiata, si laurea in teatro presso il Conservatorio dell'Università statale di Istanbul nel 2015. 
Già attivo in progetti teatrali, compie il suo esordio televisivo nel 2015 interpretando Suat in sei episodi della serie comica Analar ve Anneler e quindi il sultano Mustafa I in Muhteşem Yüzyıl: Kösem. L'anno seguente veste invece i panni del soldato greco Leon in Vatanım Sensin, mentre nel 2017 appare nella pellicola Cingöz Recai, diretta da Onur Ünlü.
Nel 2018 è scelto per recitare nella seconda stagione di The Protector, la prima serie turca originale Netflix, coprodotta con O3 Medya.

## Filmografia

### Cinema
- Aşka Dokunmak, regia di Tuğba Altın - cortometraggio (2012)
- Bir Adam Yaratmak, regia di Tuğba Altın - cortometraggio (2014)
- Cingöz Recai, regia di Onur Ünlü (2017)
- Bihter - A Forbidden Passion, regia di Caner Alper e Mehmet Binay (2023)

### Televisione
- Analar ve Anneler – serie TV (2015)
- Il secolo magnifico: Kösem (Muhteşem Yüzyıl: Kösem) – serie TV (2015)
- Vatanım Sensin – serie TV (2016-2018)
- Şahin Tepesi – serie TV (2018)
- The Protector (Hakan: Muhafiz) - serie TV (2019-2020)
- Biz Böyleyiz - serie TV (2019)
- Adelaide - serie TV (2021-in corso)
- Thank You, Next - serie TV (2024-in corso)